# فرانك أوبامبو
فرانك أوبامبو (مواليد 26 يونيو 1987) هو لاعب كرة قدم غابوني محترف في مركز الدفاع.

## روابط خارجية
- فرانك أوبامبو على موقع قاعدة بيانات كرة القدم.إي يو (الإنجليزية)
- فرانك أوبامبو على موقع ناشيونال فوتبول تيمز (الإنجليزية)
- فرانك أوبامبو على موقع Soccerway.com (الإنجليزية)
- فرانك أوبامبو على موقع عالم كرة القدم.نت (الإنجليزية)